# Yeomen of the Guard
A Királynő Yeomen Gárdái a brit uralkodó testőrei. Ez a legöregebb létező katonai hadtest, amelyet VII. Henrik király alapított 1485-ben a bosworthi csata idején. Ennek a tiszteltnek a jeleként a Yeomen továbbra is vörös és arany színű Tudor-stílusú egyenruhát visel. A gárdának 60 tagja van (plusz 6 tiszt), akik a brit haderő, a Királyi Tengerészgyalogosok és a Királyi Légierő nyugdíjas tagjaiból származnak, de hagyományosan nem a Királyi Haditengerészetből. A királyi haditengerészet személyzetének ezt a tilalmát 2011-ben megszüntették, és két tengerész csatlakozott a Gárdához. Habár a Gárda Kapitányának politikai szerepe van, mindig ő a kormányfőnök helyettese a Felső Házban.  

## Leírás

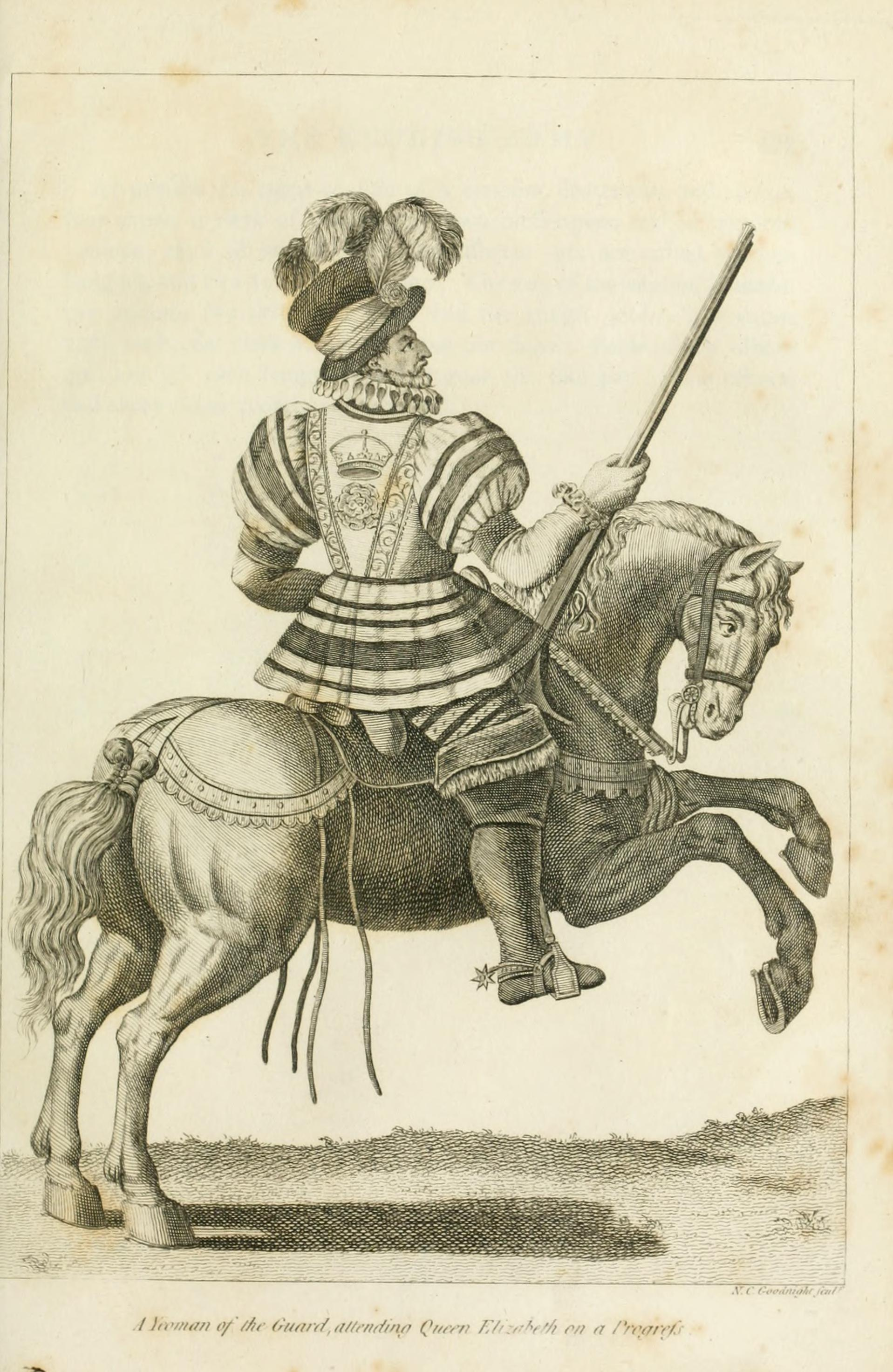
I. Erzsébet angol királynő Yeomanja

Manapság a Yeomen of the Guard szerepe teljesen szertartásos. Wilkinson karddal és díszes partizánnal vannak felfegyverkezve. Kísérik az államfőt és jelen vannak különféle eseményeken, mint például az éves Royal Maundy Service, felavatások, vagy kerti partik a Buckingham-palotában. Az egyik leghíresebb feladatuk, hogy a parlament megnyitása előtt "ünnepélyesen" megvizsgálják a Westminster-palota pincéit. Ez a hagyomány 1605-re nyúlik vissza, a Lőporos összeesküvésre, amikor Guy Fawkes megpróbálta felrobbantani a Parlamentet. Napjainkban a Metropolitan rendőrség dolgozói egy kiegészítő, részletesebb átvizsgálást hajtanak végre.
A 18. században napközben mintegy 40, éjjel 20 Yeomen volt szolgálatban. Ennek 1813-ban lett vége és ezután 1837-ig csak egy hadosztályra volt szükség naponta. Ma már csak akkor kell szolgálatban lenniük, ha azt megkívánják tőlük, és körülbelül 3 hetes szolgálati értesítést kapnak előre. Évente nagyjából 30 alkalommal van rájuk szükség, szóval minden osztály évente 6-8 napra jelenik meg.  
A Yeomen of the Guard-ot gyakran összekeverik Őfelsége Királyi Palotájának a Yeomen-ével és a London tower-i erőddel,ami közismert nevén "Beefeaters". Ez egy hasonló, de különálló hadtest. Gilbert és Sullivan operettje, The Yeomen of the Guard (1888), a 16. században játszódik, egy korábbi korszakban, mielőtt ez a két hadtest kettévált volna. Arra vonatkozik, hogy kik manapság a Yeomen Warder-ek. Mindkét hadtest azonos egyenruhát visel, ami egy vörös tunikából áll, lila szegélyekkel és csíkokkal, valamint arany csipke díszekkel. Piros térdnadrágot és harisnyát viselnek, fejükön lapos kalapot és fekete cipőt hordanak piros, fehér és kék rózsával rajta. A kabátjuk elejére és hátuljára van arannyal hímezve a koronázott Tudor rózsa embléma, a lóhere és a bogáncs, a "Dieu et mon droit" mottó, és az uralkodó monogrammja, ami jelenleg CR, vagyis Charles Rex. A testőrség egy piros keresztszíjat visel, ami megkülönbözteti őket a Yeomen Wardes-től. 

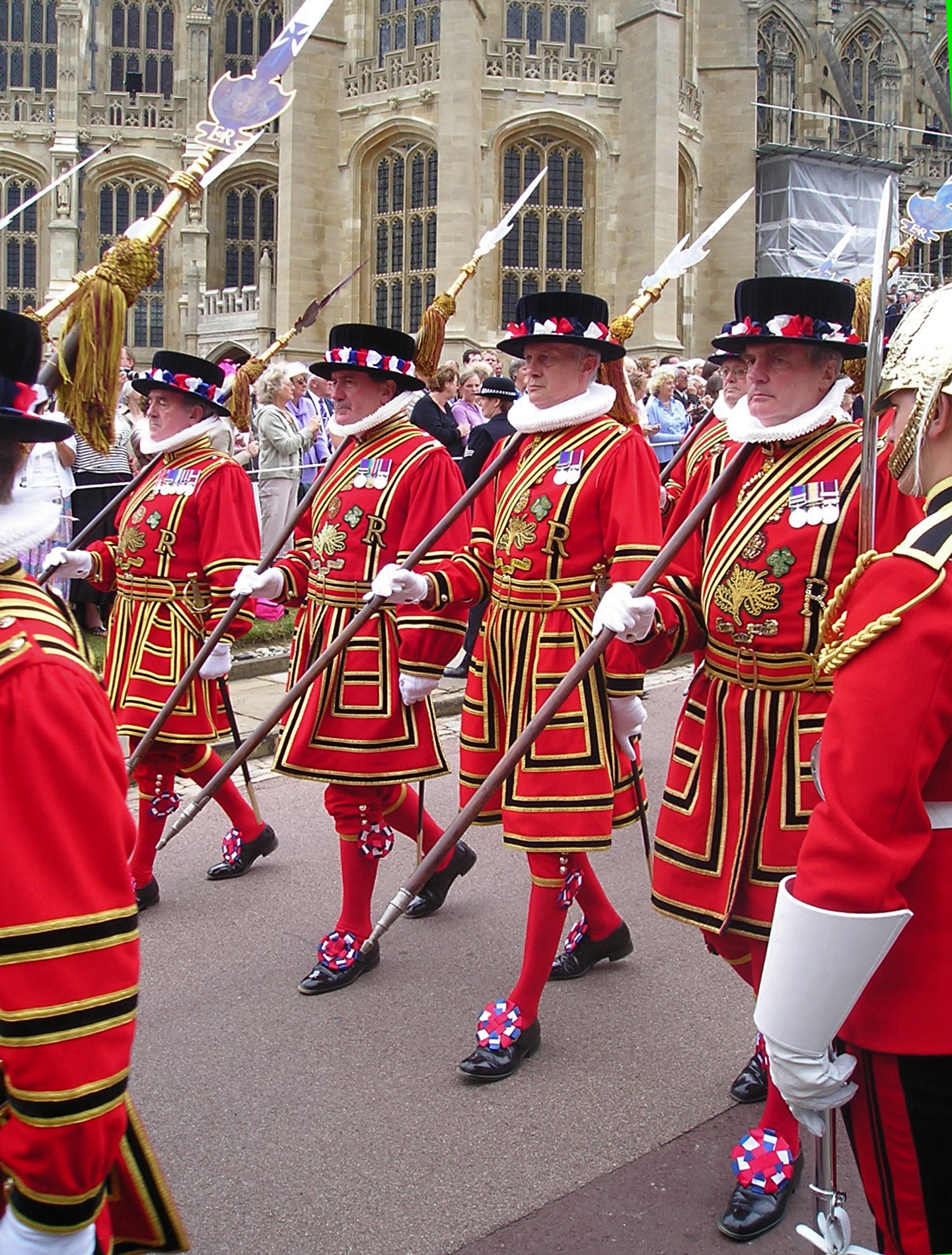
A Yeomen of the Guard az éves Térdszalagrend kitüntetésen, a Windsor-kastélyban

A jelenlegi gárda akkora, mint a brit hadsereg egy kisebb társasága, és 3 megközelítőleg egyenlő nagyságú szakaszra, azaz divízióra osztódik. A Gárda 6 tisztből és további 67 rangból áll. A magas rangú tiszt a kapitány, amely egy politikai kinevezés. A kapitány alatti következő rang a lieutenant, a clerk of the cheque és az adjutant, a zászlós és két exon, akiknek legalább egy őrnagy vagy azzal egyenértékű rangot kell szerezniük.      

### Tagság
Kinevezéskor a Yeomen-ek be kell, hogy töltsék a 42. életévüket, de 55 év alatt kell, hogy legyenek. El kellett érniük legalább őrmester besorolást vagy azzal egyenértékű rangot. Legalább 22 éves szolgálati idővel kell rendelkezniük és a brit Hadsereg, a Királyi Haditengerészet vagy a RAF kitüntetésével kell rendelkezniük. Mikor betöltik a 70. évüket, többé már nem mehetnek szolgálatba. Évente átlagosan négy üres álláshely van, amelyeket Lord Chamberlain tölt be, aki embereket ajánl az országnak. Az aktív tagok átlag életkora kb. 60 év. A Yeomen mentesült a bírói szolgálattól, vasúti engedélyeket és szükség esetén étkezés és szállás után járó támogatást kapott.  

## Szabvány
Hagyományosan a hadtest rendelkezett egy szabvánnyal. Az elsőt állítólag elpusztították a Szent-Jakab palota 1809-es tűzvészében. VI. György király 1938-ban pótlási szabványt nyújtott be a testületnek. Ezt váltotta fel egy újabb, amelyet II. Erzsébet királynő mutatott be 1985-ben.  
Ez egy piros színű damaszt anyag, közepén a rózsa, bogáncs és lóhere jelvény, két oldalán az uralkodó monogrammja, és a "Dieu et mon Droit" mottó. Ekörül szalagok vannak, amelyek a hadtest két harcát jelképezik: a Tournai-i és a Boulogne-i csatát. Mindegyik sarokban szimbólumok mutatják a különböző királyi házakat, amelyeket a testület szolgált:  
- Bal felső rész: koronás galagonyabokor és a „HR” betűk, amelyek VII. Henrik királyt jelképezik és a legenda a szerint a koronát az őr egy galagonyabokorban fedezte fel a Bosworth Field-i csata után.
- Jobb felső sarokban: koronás bogáncs, amely I.Jakab királyt, valamint Anglia és Skócia személyes szövetségét képviseli.
- Alul balra: egy zöld lombon fekvő fehér ló a korona fölé emelkedett, a Hannoveri házat testesíti meg.
- Jobbra lent: A megkoronázott Windsor-kastély kerek tornya található rajta, ami a Windsor-házat képviseli.

## Kitüntetett csaták
- Stoke mezője, 1487
- Boulogne, 1492
- Blackheath, 1497
- Tournai 1513
- Boulogne, 1544
- Boyne, 1690
- Dettingen, 1743

A vastag betűkkel jelölt kitüntetések a testület szabványán szerepelnek.

## Fordítás
- Ez a szócikk részben vagy egészben  a   Yeomen of the Guard című angol Wikipédia-szócikk ezen változatának fordításán alapul.  Az eredeti cikk szerkesztőit annak laptörténete sorolja fel. Ez a jelzés csupán a megfogalmazás eredetét és a szerzői jogokat jelzi, nem szolgál a cikkben szereplő információk forrásmegjelöléseként.